# Scott Brooks
Scott William Brooks (French Camp, California, 31 de julio de 1965) es un exjugador y actual entrenador de baloncesto estadounidense que disputó 10 temporadas en la NBA. Con 1,80 metros de estatura, jugaba en la posición de base. Fue el entrenador de los Oklahoma City Thunder desde la temporada 2008-09 hasta la temporada 2014-15, siendo elegido en 2010 Entrenador del Año de la NBA.

## Trayectoria deportiva

### Universidad
Comenzó su andadura como universitario disputando una temporada en la Universidad Texas Christian, para pasar posteriormente por el pequeño community college de San Joaquin Delta College, antes de acabar sus dos últimas temporadas con los Anteaters de la Universidad de California en Irvine, promediando en su última temporada 23,8 puntos por partido.

### Profesional
Tras no ser elegido en el Draft de la NBA de 1987, fue a jugar a los Albany Patroons de la CBA, con los que ganó la liga, además de ser incluido en el mejor quinteto de rookies de la temporada. Tras un breve paso por los Fresno Flames de la WBL, firmó como agente libre antes del comienzo de la temporada 1988-89 por Philadelphia 76ers. Allí jugó dos temporadas como suplente de Maurice Cheeks, siendo la más destacada la primera, en la que promedió 5,2 puntos y 3,7 asistencias por partido.
En 1990 fue traspasado a Minnesota Timberwolves a cambio de una futura segunda ronda del draft. Tras dos temporadas a la sombra de Pooh Richardson, fue enviado a Houston Rockets, con los que en la temporada 1993-94 se proclamaría campeón de la NBA tras derrotar a New York Knicks en la final. Poco después de comenzada la temporada siguiente, fue enviado a Dallas Mavericks a cambio de Morlon Wiley y una ronda del draft. En los Mavs completó su mejor campaña como profesional, acabando el año con 7,9 puntos y 3,0 asistencias por partido.
A pesar de ello, el equipo renunció a sus derechos, fichando como agente libre por New York Knicks. A penas contó esa temporada para Jeff Van Gundy, su entrenador, siendo nuevamente traspasado al finalizar la misma a Boston Celtics, junto con Dontae' Jones, Walter McCarty y John Thomas, a cambio de Chris Mills y dos segundas rondas del draft. Pero los Celtics se deshicieron de él, fichando por Cleveland Cavaliers, con los que jugaría su última temporada como profesional.

### Entrenador

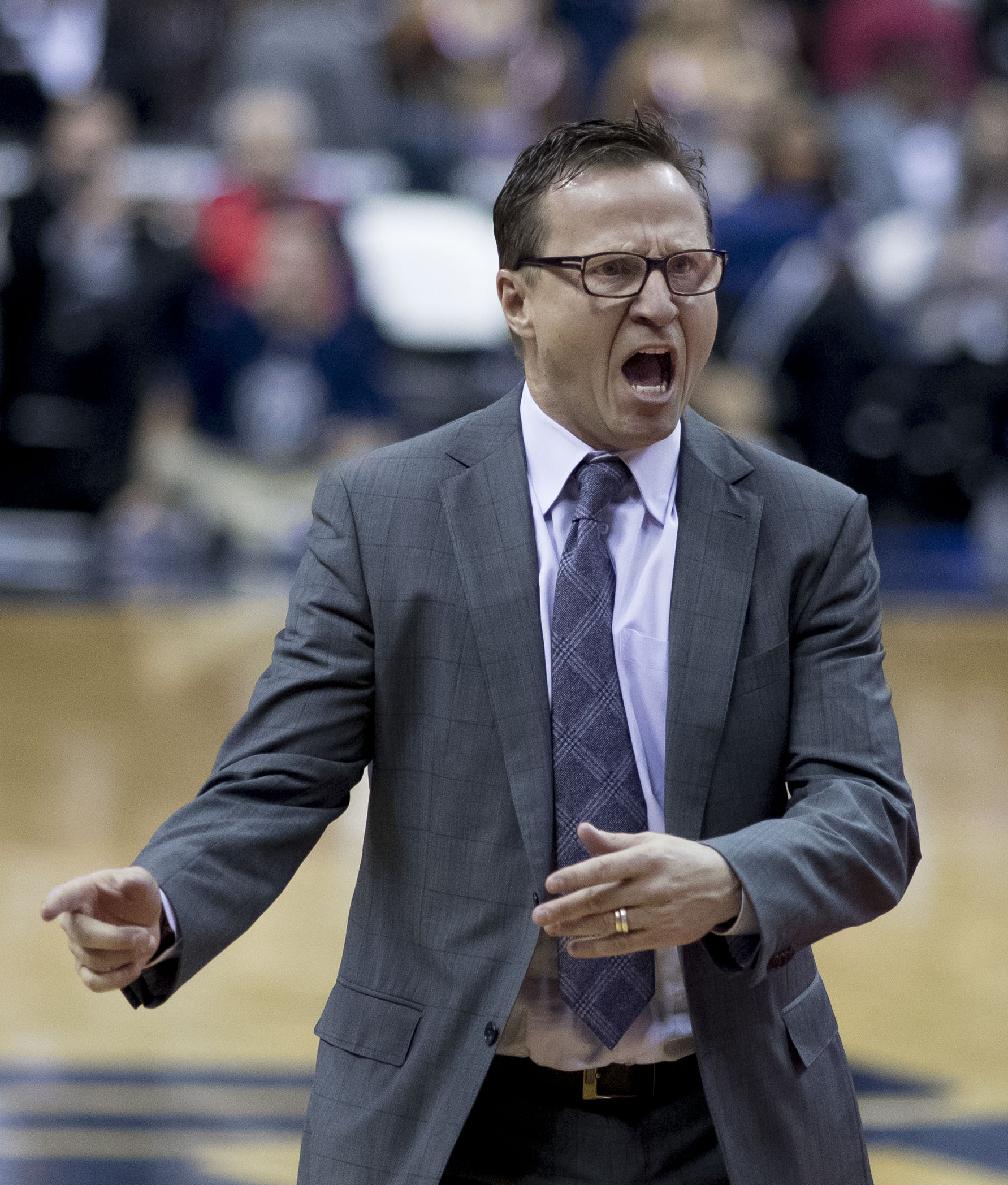
Brooks dirigiendo a los Wizards en 2016.

En 2000 realizó las funciones de jugador-entrenador asistente en Los Angeles Stars de la ABA, pasando al año siguiente ya como entrenador principal a los Southern California Surf, donde consiguió 23 victorias y 14 derrotas. En 2003 es contratado como entrenador asistente de George Karl en los Denver Nuggets, pasando en 2006 a desempeñar las mismas funciones en Sacramento Kings.
En la temporada 2007-08 fue contratado por los Seattle Supersonics como auxiliar de P.J. Carlesimo, al que sustituyó al año siguiente al frente del equipo, ya como Oklahoma City Thunder, tras un comienzo de temporada con una victoria y 12 derrotas. Al año siguiente se convierten el en equipo revelación de la liga, consiguiendo 50 victorias y clsificándose para los playoffs, donde se encontraron a Los Angeles Lakers en primera ronda. Esa temporada fue elegido Entrenador del Año de la NBA.
Tras dirigir durante siete temporadas a los Thunder, fue destituido en abril de 2015.
Un año después, en abril de 2016, se conoce el contrato de Scott con los Wizards para la temporada 2016-17 y los 5 años siguientes.
Tras cinco temporadas como técnico principal en Washington, en agosto de 2021, firma como asistente de Chauncey Billups en Portland Trail Blazers.
En julio de 2024 se incorpora al cuerpo técnico de Los Angeles Lakers como asistente de J. J. Redick.

#### Estadísticas
| Equipo        | Año     | T   | G   | P   | G–P% | Final          | TP | GP | PP | G–P% | Resultado                            |
| ------------- | ------- | --- | --- | --- | ---- | -------------- | -- | -- | -- | ---- | ------------------------------------ |
| Oklahoma City | 2008–09 | 69  | 22  | 47  | .319 | 5º en Noroeste | —  | —  | —  | -    | No Playoffs                          |
| Oklahoma City | 2009–10 | 82  | 50  | 32  | .610 | 3º en Noroeste | 6  | 2  | 4  | .333 | 1.ª ronda                            |
| Oklahoma City | 2010-11 | 82  | 55  | 27  | .671 | 1º en Noroeste | 17 | 9  | 8  | .529 | Pierde en Finales de Conf.           |
| Oklahoma City | 2011-12 | 66  | 47  | 19  | .712 | 1º en Noroeste | 20 | 13 | 7  | .650 | Pierde en Finales de la NBA          |
| Oklahoma City | 2012-13 | 82  | 60  | 22  | .732 | 1º en Noroeste | 11 | 5  | 6  | .455 | Pierde en Semifinales de Conf.       |
| Oklahoma City | 2013-14 | 82  | 59  | 23  | .720 | 1º en Noroeste | 19 | 10 | 9  | .526 | Pierde en Finales de Conf.           |
| Oklahoma City | 2014-15 | 82  | 45  | 37  | .549 | 2º en Noroeste | -  | -  | -  | -    | No Playoffs                          |
| Washington    | 2016-17 | 82  | 49  | 33  | .598 | 1º en Sureste  | 13 | 7  | 6  | .538 | Pierde en Semifinales de conferencia |
| Washington    | 2017-18 | 82  | 43  | 39  | .524 | 2º en Sureste  | 6  | 2  | 4  | .333 | Pierde 1ª ronda                      |
| Washington    | 2018-19 | 82  | 32  | 50  | .390 | 4º en Sureste  | —  | —  | —  | —    | No playoffs                          |
| Washington    | 2019-20 | 72  | 25  | 47  | .347 | 3º en Sureste  | —  | —  | —  | —    | No playoffs                          |
| Washington    | 2020-21 | 72  | 34  | 38  | .472 | 3º en Sureste  | 5  | 1  | 4  | .200 | Pierde en 1ª ronda                   |
| Total         | Total   | 935 | 521 | 414 | .557 |                | 97 | 49 | 48 | .505 |                                      |

## Estadísticas de su carrera en la NBA

### Temporada regular
| Temporada | Edad | Equipo                 | Liga | P   | TIT | MIN  | TC  | TCA | %TC  | 3P  | 3PA | %3P  | TL  | TLA | %TL  | R.OF. | R.DEF. | REB | ASIS | ROB | TAP | PER | FP  | PTS |
| 1988-89   | 23   | Philadelphia 76ers     | NBA  | 82  | 6   | 16.7 | 1.9 | 4.5 | .420 | 0.7 | 1.9 | .359 | 0.7 | 0.8 | .884 | 0.2   | 0.9    | 1.1 | 3.7  | 0.8 | 0.0 | 0.8 | 1.4 | 5.2 |
| 1989-90   | 24   | Philadelphia 76ers     | NBA  | 72  | 1   | 13.5 | 1.7 | 3.8 | .431 | 0.4 | 1.1 | .392 | 0.7 | 0.8 | .877 | 0.2   | 0.7    | 0.9 | 2.9  | 0.7 | 0.0 | 0.5 | 1.5 | 4.4 |
| 1990-91   | 25   | Minnesota Timberwolves | NBA  | 80  | 0   | 12.3 | 2.0 | 4.6 | .430 | 0.6 | 1.7 | .333 | 0.8 | 0.9 | .847 | 0.4   | 0.6    | 0.9 | 2.6  | 0.7 | 0.1 | 0.6 | 1.5 | 5.3 |
| 1991-92   | 26   | Minnesota Timberwolves | NBA  | 82  | 0   | 13.2 | 2.0 | 4.6 | .447 | 0.4 | 1.1 | .356 | 0.6 | 0.8 | .810 | 0.3   | 0.9    | 1.2 | 2.5  | 0.8 | 0.1 | 0.6 | 1.0 | 5.1 |
| 1992-93   | 27   | Houston Rockets        | NBA  | 82  | 0   | 18.5 | 2.2 | 4.7 | .475 | 0.5 | 1.2 | .414 | 1.4 | 1.6 | .830 | 0.3   | 0.9    | 1.2 | 3.0  | 1.0 | 0.0 | 0.9 | 1.7 | 6.3 |
| 1993-94   | 28   | Houston Rockets        | NBA  | 73  | 0   | 16.8 | 1.9 | 4.0 | .491 | 0.3 | 0.8 | .377 | 1.0 | 1.2 | .871 | 0.1   | 1.3    | 1.4 | 2.0  | 0.7 | 0.0 | 0.8 | 1.3 | 5.2 |
| 1994-95   | 29   | TOTAL                  | NBA  | 59  | 0   | 13.7 | 2.1 | 4.7 | .458 | 0.4 | 1.2 | .362 | 1.1 | 1.3 | .810 | 0.2   | 0.9    | 1.1 | 2.0  | 0.6 | 0.1 | 0.8 | 0.9 | 5.8 |
| 1994-95   | 29   | Houston Rockets        | NBA  | 28  | 0   | 6.6  | 1.3 | 2.3 | .538 | 0.3 | 0.6 | .471 | 0.6 | 0.8 | .857 | 0.0   | 0.4    | 0.5 | 0.8  | 0.3 | 0.0 | 0.5 | 0.5 | 3.4 |
| 1994-95   | 29   | Dallas Mavericks       | NBA  | 31  | 0   | 20.1 | 2.9 | 6.8 | .433 | 0.5 | 1.7 | .327 | 1.5 | 1.9 | .793 | 0.4   | 1.3    | 1.7 | 3.0  | 0.8 | 0.1 | 1.1 | 1.4 | 7.9 |
| 1995-96   | 30   | Dallas Mavericks       | NBA  | 69  | 0   | 10.4 | 1.9 | 4.2 | .457 | 0.4 | 0.9 | .403 | 0.9 | 1.0 | .855 | 0.2   | 0.4    | 0.6 | 1.4  | 0.6 | 0.0 | 0.6 | 0.8 | 5.1 |
| 1996-97   | 31   | New York Knicks        | NBA  | 38  | 0   | 6.6  | 0.5 | 1.0 | .487 | 0.1 | 0.3 | .417 | 0.4 | 0.4 | .933 | 0.2   | 0.3    | 0.5 | 0.8  | 0.6 | 0.0 | 0.4 | 0.9 | 1.5 |
| 1997-98   | 32   | Cleveland Cavaliers    | NBA  | 43  | 0   | 7.3  | 0.7 | 1.5 | .424 | 0.1 | 0.3 | .455 | 0.4 | 0.5 | .900 | 0.1   | 0.6    | 0.7 | 1.1  | 0.4 | 0.1 | 0.3 | 0.6 | 1.8 |
| Total     |      |                        | NBA  | 680 | 7   | 13.6 | 1.8 | 4.0 | .450 | 0.4 | 1.1 | .372 | 0.8 | 1.0 | .849 | 0.2   | 0.8    | 1.0 | 2.4  | 0.7 | 0.0 | 0.7 | 1.2 | 4.9 |

### Playoffs
| Temporada | Edad | Equipo              | Liga | P  | MIN | TCA | TC | 3PA | 3P | TLA | TL | R.OF. | REB | ASIS | ROB | TAP | PER | FP | PTS | %TC  | %3P   | %FT   | MIN  | PTS | REB | AST |
| 1988-89   | 23   | Philadelphia 76ers  | NBA  | 3  | 21  | 1   | 6  | 1   | 2  | 2   | 2  | 0     | 4   | 5    | 0   | 0   | 1   | 4  | 5   | .167 | .500  | 1.000 | 7.0  | 1.7 | 1.3 | 1.7 |
| 1989-90   | 24   | Philadelphia 76ers  | NBA  | 9  | 99  | 6   | 19 | 3   | 7  | 6   | 9  | 2     | 8   | 16   | 3   | 0   | 7   | 13 | 21  | .316 | .429  | .667  | 11.0 | 2.3 | 0.9 | 1.8 |
| 1992-93   | 27   | Houston Rockets     | NBA  | 12 | 197 | 16  | 42 | 5   | 13 | 10  | 13 | 1     | 10  | 31   | 9   | 0   | 13  | 21 | 47  | .381 | .385  | .769  | 16.4 | 3.9 | 0.8 | 2.6 |
| 1993-94   | 28   | Houston Rockets     | NBA  | 5  | 23  | 5   | 6  | 1   | 1  | 0   | 1  | 1     | 2   | 3    | 0   | 0   | 0   | 3  | 11  | .833 | 1.000 | .000  | 4.6  | 2.2 | 0.4 | 0.6 |
| 1996-97   | 31   | New York Knicks     | NBA  | 4  | 7   | 1   | 2  | 0   | 0  | 1   | 1  | 0     | 0   | 0    | 0   | 0   | 0   | 0  | 3   | .500 |       | 1.000 | 1.8  | 0.8 | 0.0 | 0.0 |
| 1997-98   | 32   | Cleveland Cavaliers | NBA  | 1  | 8   | 0   | 1  | 0   | 0  | 2   | 2  | 0     | 0   | 2    | 0   | 0   | 0   | 1  | 2   | .000 |       | 1.000 | 8.0  | 2.0 | 0.0 | 2.0 |
| Total     |      |                     | NBA  | 34 | 355 | 29  | 76 | 10  | 23 | 21  | 28 | 4     | 24  | 57   | 12  | 0   | 21  | 42 | 89  | .382 | .435  | .750  | 10.4 | 2.6 | 0.7 | 1.7 |